# ۴۵۱ (قمری)
۴۵۱ (قمری)، چهارصد و پنجاه و یکمین سال در گاهشماری هجری قمری است. اول محرم این سال برابر با بیست و سوم فوریه سال ۱۰۵۹ میلادی است.

## وابسته
- نظام‌الملک
- خلفای فاطمی
- فرخزاد غزنوی